# Baillet-en-France
Baillet-en-France ist eine französische Gemeinde mit 1947 Einwohnern (Stand 1. Januar 2022) im Département Val-d’Oise in der Region Île-de-France; sie gehört zum Arrondissement Sarcelles und zum Kanton Domont. Die Stadt liegt 20 Kilometer nördlich von Paris.
Nachbargemeinden sind: Moisselles, Bouffémont, Chauvry, Domont, Villiers-Adam, Montsoult und Attainville. Westlich liegt der Wald von l'Isle-Adam.

## Geschichte
Der Name Baillet entstammt vermutlich dem lateinischen baliolum, eventuell auch abgeleitet vom keltischen bali (Allee des Schattens).
Erste Siedlungsspuren stammen aus dem 5. vorchristlichen Jahrhundert. Erstmals wurde der Ort in einem Schreiben der Abtei Saint-Denis im Jahr 832 erwähnt. Das Lehen, im Mittelalter im Besitz der Grafen d'O, entwickelte sich um ihr feudales Schloss, bevor es an die Grafschaft Guise fiel. Gebietszugewinne fanden während der Hugenottenkriege statt. Der Herzog von Choiseul-Praslin eignete sich das Dorf im 19. Jahrhundert an. Das Dorf wurde während des Deutsch-Französischen Krieges 1870/71 geplündert.

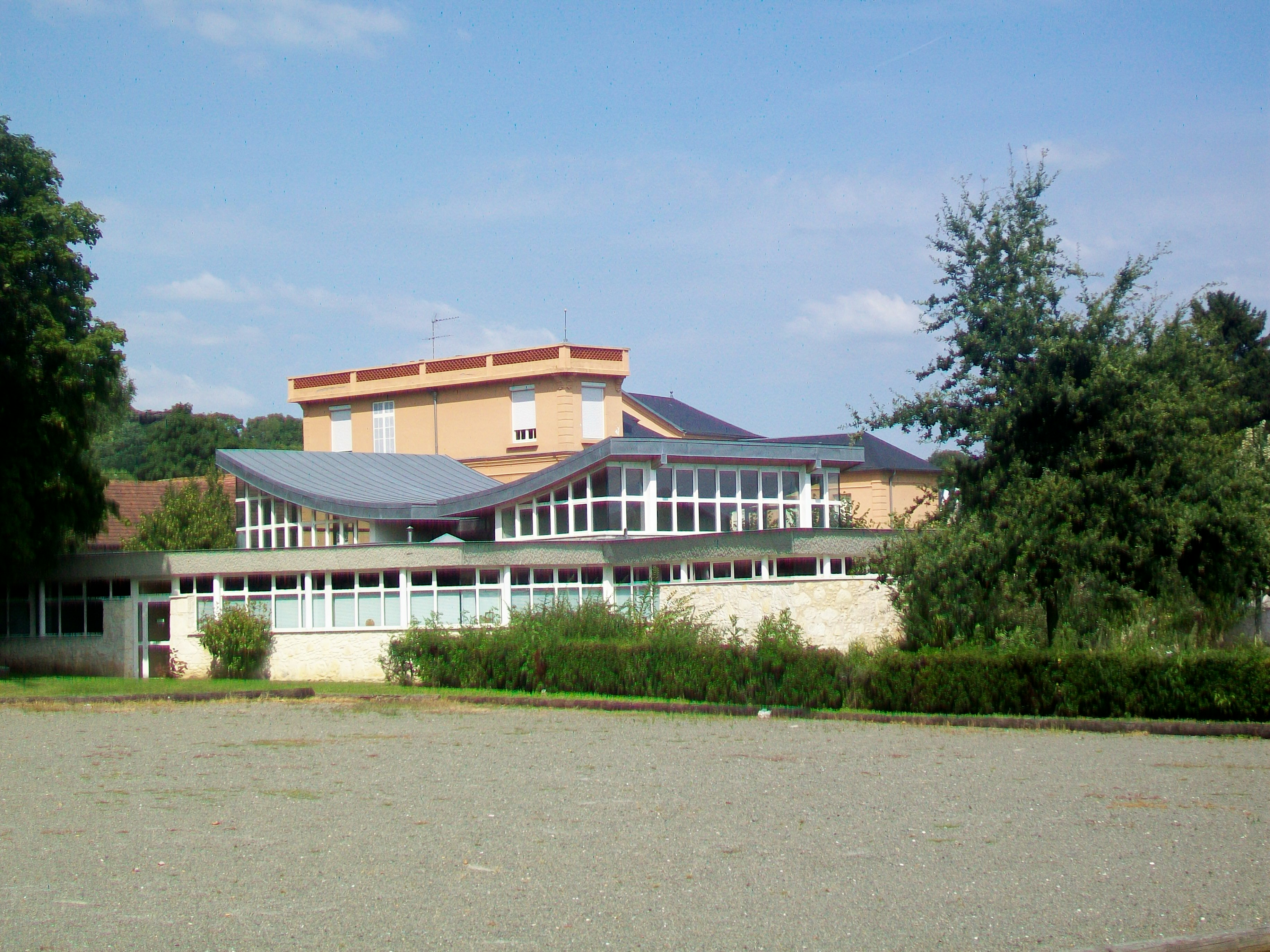
Centre international Joseph Wresinski

Baillet ist Sitz des Forschungsinstituts und Archivs der von Joseph Wresinski gegründeten Organisation ATD Vierte Welt. Die Einrichtung hat ihren Sitz in einem ehemaligen Internat, das nach dem Zweiten Weltkrieg geschlossen worden war und danach bis in die 1980er Jahre von einem Schwestern-Orden bewohnt wurde.

### Zwischen Erholungs- und Internierungslager
1937 erwarb die Union fraternelle des métallurgistes de la région parisienne (CGT) in Baillet Schloss und Park und machte daraus einen Erholungsort für Stahlarbeiter, den diese für ihren erstmals bezahlten Urlaub nutzen konnten. Im gleichen Jahr fand  in den Jardins du Trocadéro in Paris eine Internationale Ausstellung der Künste und Techniken des modernen Lebens statt, auf der die Sowjetunion mit einem eigenen Pavillon vertreten war. Skulpturen aus diesem Pavillon wurden nach ihrer Ausstellung im Park des Château de Baillet-en-France untergebracht.
1939 wurde das Anwesen beschlagnahmt und in ein Internierungslager für politische Gefangene umgewandelt.
Im November 1940 wurde aus dem Anwesen ein Zentrum für die Pétain-Jugend. In der Folge wurden im Frühjahr 1941 die sowjetischen Skulpturen im Park zerstört.
Nach dem Ende des Zweiten Weltkriegs wurden Schloss und Park bis 1972 als Ferienzentrum genutzt und gingen danach in den Besitz der C.N.P.O (Caisse Nationale de Prévoyance des Ouvriers du Bâtiment) über. 2004 wurden anlässlich der Umgestaltung des Schlossparks die sowjetischen Skulpturen wiederentdeckt und restauriert.
Der Schlosspark ist heute für die Öffentlichkeit zugänglich.

## Bevölkerungsentwicklung
| - 1793: 168 - 1800: 189 - 1806: 189 - 1821: 197 - 1831: 212 - 1836: 224 - 1841: 200 - 1846: 204 - 1851: 185 - 1856: 192 - 1861: 189 - 1866: 234 | - 1872: 221 - 1876: 246 - 1881: 238 - 1886: 224 - 1891: 240 - 1896: 254 - 1901: 242 - 1906: 239 - 1911: 241 - 1921: 290 - 1926: 366 - 1931: 393 | - 1936: 0381 - 1946: 0439 - 1954: 0438 - 1962: 0437 - 1968: 0451 - 1975: 1472 - 1982: 1495 - 1990: 1409 - 1999: 1710 - 2007: 1868 - 2011: 2001 - 2021: 1893 |

Ab 1962 nur Einwohner mit Erstwohnsitz; Quellen EHESS & INSEE.

## Sehenswürdigkeiten
- Kirche Saint-Martin: Der Chorraum, ältester Teil der Kirche, datiert von 1529 und ist vermutlich die ehemalige Kapelle der Gutsherren zu d'O. Der Turm wurde 1760 überarbeitet.
- Statue de Notre-Dame de France: Diese Statue der heiligen Jungfrau zierte den Pavillon des Vatikans während der Weltausstellung von 1937. Sie wurde 1988 auf dem Boden der Gemeinde aufgestellt und dient nun als Pilgerort.